# The Honeymoon Tour
The Honeymoon Tour — второй концертный и первый мировой тур американской певицы Арианы Гранде в поддержку её второго студийного альбома My Everything.
По версии издания Pollstar тур занял 40 строчку в списке 100 лучших мировых туров, закончившихся в 2015 году, принеся Гранде $41,8 миллионов за 81 шоу, которое посетили 808,667 зрителей.

## Работа над туром
О намерении отправиться в свой второй концертный тур Гранде объявила в июне 2014, через месяц после релиза второго сингла с альбома My Everything «Break Free.» Певица также сообщила, что собирается посетить другие континенты, помимо Северной Америки, таким образом The Honeymoon Tour — первый мировой тур Гранде.
Спустя неделю после выхода альбома My Everything, в начале сентября 2014 года Гранде представила официальное название тура (оно является вариацией названия трека «Honeymoon Avenue» с дебютного альбома певицы Yours Truly) и даты в первой части турне в Северной Америке. Первая часть тура состояла из концертов в 26 городах, началась в Индепенденсе 25 февраля 2015 года и завершилась 16 апреля 2015 в Ванкувере. В североамериканской части тура на разогреве выступали английская группа Rixton и норвежский ди-джей Cashmere Cat.
Даты европейской части The Honeymoon Tour были оглашены 17 ноября 2014 года. Вторая часть тура началась 14 мая 2015 года в Париже и закончилась месяц спустя, 16 июня 2015 в Барселоне.
В начале января 2015 Гранде создала канал на YouTube под названием «Honeymoon Diaries», на который выкладывала видео с репетициями к туру The Honeymoon Tour и видео с жизнью за кулисами тура.

## Реакция критиков

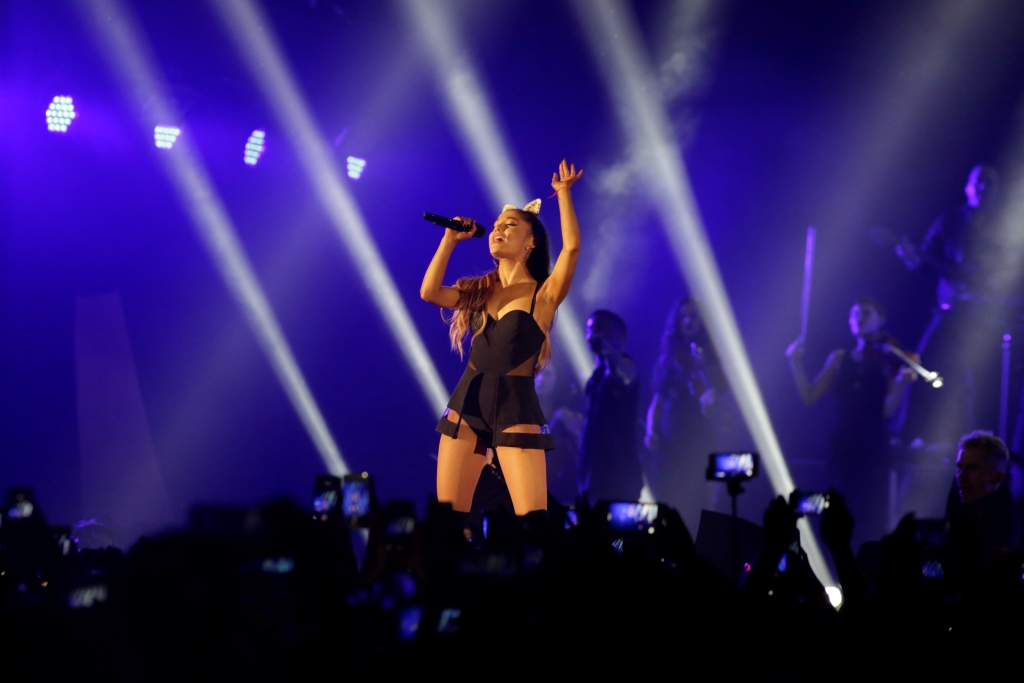
Ариана Гранде во время выступления в рамках The Honeymoon Tour в Джакарте, август 2015 года.

Тимоти Финн из газеты The Kansas City Star дал положительный отзыв шоу в Индепенденсе, похвалив энергию и энтузиазм Гранде во время пения и танцев. Финн описал концерт как «экстравагантную смесь музыки, танца, лазеров, видео, пиротехники и смены костюмов; подобные аудио-визуальные представления встречаются также у таких коллег певицы, как Кэти Перри и Бритни Спирс». Он также отметил, что «хотя Гранде утверждала, что волновалась, это было незаметно». У Финна была претензия лишь к уровню громкости звука на стадионе. Он заявил, что «звук иногда был проблемным, в частности из-за большой громкости; во время исполнения нескольких песен музыка звучала настолько громко, что было плохо слышно пение Гранде, и трудно было разобрать слова песен».
Ещё одна положительная рецензия на The Honeymoon Tour была дана Джоном Мозером из издания The Morning Call, который написал, что «концерт в Филадельфии прошел, в целом, хорошо благодаря голосу Гранде», и добавил, что Ариана «одна из певиц, которые неиспорченны и талантливы в вокальной технике». В статье Мозер утверждал, что «начиная шоу с песни „Bang Bang“, Гранде сразу обнажает свою поющую челюсть, извергающую вокал до небес на фоне фейерверков». Критику понравился концерт, он отметил, что «несмотря на пышность, выступление не превзошло музыку. Главная причина этому — вокал Гранде диапазоном в 4 октавы, который был более чем грандиозен сам по себе; высокий и чистый, способный как на воздушные ноты, так и на быстрый реп, как в песне „Be My Baby“». Мозер также похвалил и «стратосферный вокал» певицы во время исполнения «Pink Champagne». Он добавил, что "Гранде очевидно чувствует себя комфортно в том, в чем талантлива; она беззаботно танцевала даже не замедляясь на своих высоких черных каблуках во время «Break Your Heart Right Back». Критику понравилась идея о создании такого подходящего певице шоу, потому что «она нашла „золотую середину“ между чувственностью и нечто таким, что больше подходит для её аудитории, состоящей в основном из юных тинейджеров». Гранде «удалось создать первоклассное шоу без гипер-сексуализированности, в отличие от большинства певиц-воспитанниц Диснея и Никелодеона».
Пиет Леви из издания Milwaukee Journal Sentinel сильно раскритиковал шоу, утверждая, что Гранде "не готова к «высшей лиге». Он уточнил, что выступление не оправдывает фразу о «зарождении новой суперзвезды; в основном концерт ощущается как генеральная репетиция». Леви заявил, что шоу было «не вдохновляющим и дезинформативным», а также прокомментировал, что Гранде была «смущена, неуверенна и растеряна» на протяжении всего выступления. Критик отметил, что певица «очевидно сдерживала себя в вокальном плане» во время таких песен как «Bang Bang» и «Why Try». Леви также раскритиковал использование перчаток Mi.Mu Gloves, заявляя: «Кто и правда решил, что рубленые куски, обработанные с помощью манипуляций электроники с милый голоском Гранде — это хорошая идея?». Несмотря на отрицательный, в целом, отзыв на The Honeymoon Tour, Леви «аплодировал» певице за её "великолепный вокал во время исполнения баллад «My Everything» и «Just a Little Bit of Your Heart».
Ещё один смешанный отзыв тур получил от Джона Брима из Star Tribune. Критик утверждал, что Гранде «не потянула выступление на арене». Брим заявил, что концерт был «слишком суетливый, немного тусклый и недостаточно продуманный». По мнению журналиста, следовало сделать больший упор на «вокал, сильной стороне Гранде, а не на „переваренные“ пробы в разных стилях». Брим похвалил певицу за её «глубоко эмоциональный, способный к каскадированию вокал в четыре октавы»: «Иногда он проявлялся, особенно, когда на сцене не было танцоров». Критик сравнил некоторые моменты The Honeymoon Tour с турами Кэти Перри, Шер и Мадонны, но не в позитивном ключе. Ему также не понравилось использование перчаток Mi.Mu Gloves: «В эпоху немногих выдающихся исполнительниц, зачем Гранде с её потрясающим голосом понадобилось портить все технологиями?». Брим похвалил вокал певицы во время исполнения «Just a Little Bit of Your Heart», отмечая, что «это было её самое сконцентрированное и проникновенное пение за вечер». Журналисту также понравились «потрясающие свирели» Гранде во время моментов в быстром темпе в «Love Me Harder».

## Сет-лист

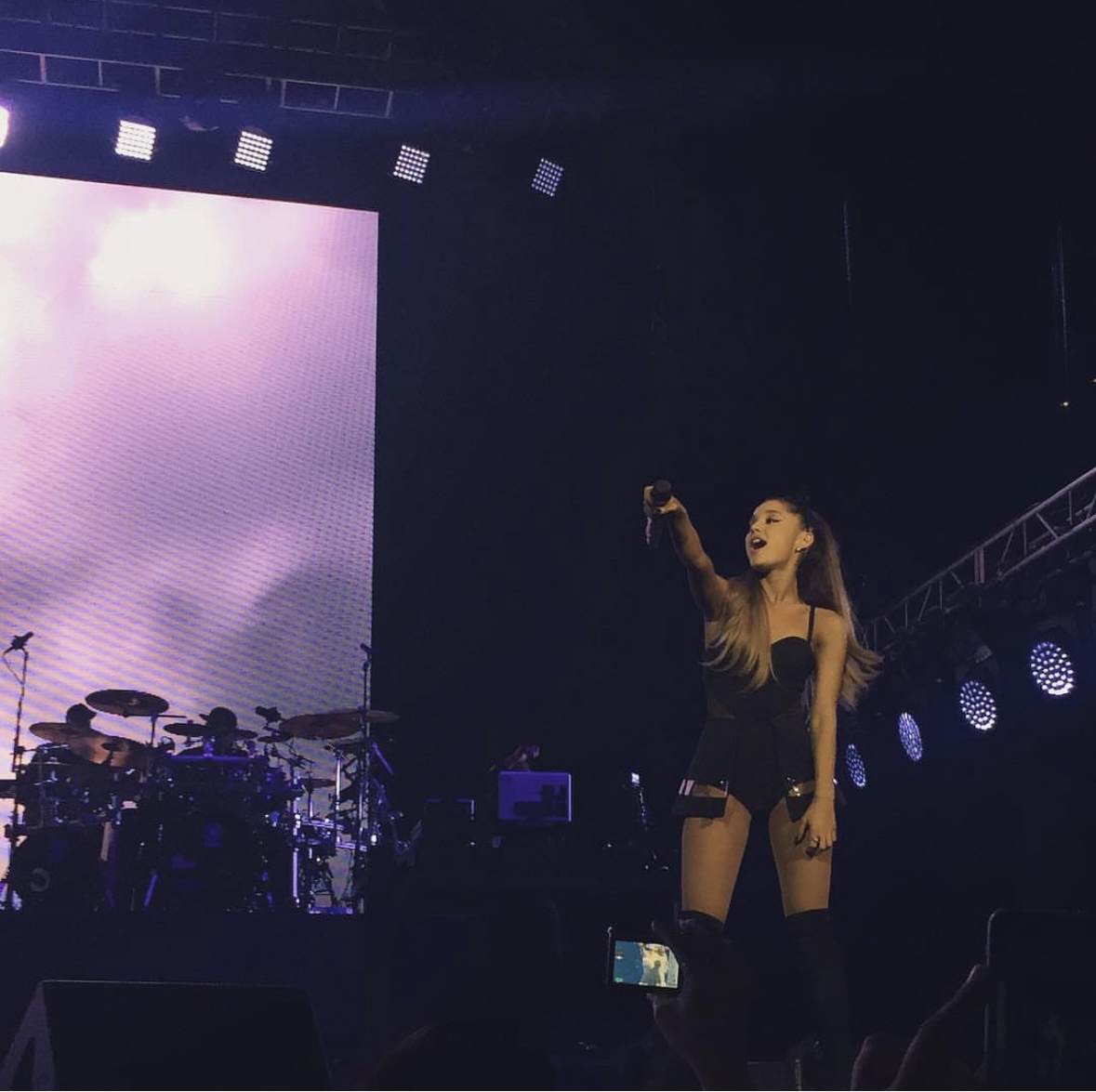
Ариана Гранде исполняет «Best Mistake» в Манила.

1. «Bang Bang»
2. «Hands On Me»
3. «Best Mistake»
4. «Break Your Heart Right Back»
5. «Be My Baby»
6. «Right There»
7. «The Way»
8. «Pink Champagne»
9. «Tattooed Heart»
10. «One Last Time»
11. «Why Try»
12. «My Everything»
13. «Just a Little Bit of Your Heart»
14. «Love Me Harder»
15. «All My Love»
16. «Honeymoon Avenue»
17. «Break Free»
18. «Problem»

## Шоу
| Дата             | Город            | Страна           | Место проведения                   | Артист на разогреве      | Заполненность зала | Выручка          |
| Северная Америка | Северная Америка | Северная Америка | Северная Америка                   | Северная Америка         | Северная Америка   | Северная Америка |
| ---------------- | ---------------- | ---------------- | ---------------------------------- | ------------------------ | ------------------ | ---------------- |
| 25.02.2015       | Индепенденс      | США              | Independence Events Center         | Rixton, Cashmere Cat     | 5,594 / 5,594      | $305,063         |
| 28.02.2015       | Милуоки          | США              | БМО Харрис Брэдли-центр            | Rixton, Cashmere Cat     | 10,411 / 10,411    | $484,877         |
| 01.03.2015       | Сент-Пол         | США              | Эксел Энерджи-центр                | Rixton, Cashmere Cat     | 11,272 / 11,272    | $596,866         |
| 03.03.2015       | Роузмонт         | США              | Олстейт-арена                      | Rixton, Cashmere Cat     | 12,470 / 12,470    | $635,053         |
| 05.03.2015       | Кливленд         | США              | Квикен Лоэнс-арена                 | Rixton, Cashmere Cat     | 11,553 / 11,553    | $604,962         |
| 07.03.2015       | Детройт          | США              | Джо Луис Арена                     | Rixton, Cashmere Cat     | 14,505 / 14,505    | $659,749         |
| 08.03.2015       | Торонто          | Канада           | Air Canada Centre                  | Rixton, Cashmere Cat     | 13,666 / 13,666    | $493,989         |
| 10.03.2015       | Питтсбург        | США              | Petersen Events Center             | Rixton, Cashmere Cat     | 8,149 / 8,149      | $427,937         |
| 12.03.2015       | Филадельфия      | США              | Уэллс Фарго Центр                  | Rixton, Cashmere Cat     | 14,334 / 14,334    | $778,265         |
| 14.03.2015       | Анкасвилл        | США              | Мохенаг-сан-арена                  | Rixton, Cashmere Cat     | 7,347 / 7,347      | $326,102         |
| 15.03.2015       | Вустер           | США              | DCU Center                         | Rixton, Cashmere Cat     | 10,337 / 10,337    | $517,105         |
| 17.03.2015       | Хьюстон          | США              | Эн-ар-джи Стэдиум                  | Rixton, Cashmere Cat     | Нет данных         | Нет данных       |
| 20.03.2015       | Нью-Йорк         | США              | Мэдисон-сквер-гарден               | Rixton, Cashmere Cat     | 28,520 / 28,520    | $1,455,122       |
| 21.03.2015       | Нью-Йорк         | США              | Мэдисон-сквер-гарден               | Rixton, Cashmere Cat     | 28,520 / 28,520    | $1,455,122       |
| 24.03.2015       | Атланта          | США              | Philips Arena                      | Rixton, Cashmere Cat     | 9,271 / 9,271      | $510,404         |
| 26.03.2015       | Орландо          | США              | Эмвей-центр                        | Rixton, Cashmere Cat     | 12,661 / 12,661    | $609,739         |
| 28.03.2015       | Майами           | США              | Американ-эйрлайнс-арена            | Rixton, Cashmere Cat     | 13,646 / 13,646    | $663,521         |
| 31.03.2015       | Сан-Антонио      | США              | AT&T-центр                         | Rixton, Cashmere Cat     | 11,319 / 11,319    | $544,146         |
| 01.04.2015       | Даллас           | США              | Американ Эйрлайнс-центр            | Rixton, Cashmere Cat     | 12,248 / 12,248    | $602,533         |
| 03.04.2015       | Оклахома-Сити    | США              | Чесапик Энерджи-арена              | Rixton, Cashmere Cat     | 9,526 / 9,526      | $461,343         |
| 06.04.2015       | Феникс           | США              | Talking Stick Resort Arena         | Rixton, Cashmere Cat     | 12,530 / 12,530    | $600,285         |
| 08.04.2015       | Инглвуд          | США              | Форум                              | Rixton, Cashmere Cat     | 11,605 / 11,605    | $534,176         |
| 10.04.2015       | Анахайм          | США              | Хонда-центр                        | Rixton, Cashmere Cat     | 12,160 / 12,160    | $581,827         |
| 12.04.2015       | Сан-Хосе         | США              | SAP-центр                          | Rixton, Cashmere Cat     | 12,717 / 12,717    | $651,429         |
| 14.04.2015       | Сиэтл            | США              | KeyArena                           | Rixton, Cashmere Cat     | 11,648 / 11,648    | $508,121         |
| 16.04.2015       | Ванкувер         | Канада           | Роджерс-арена                      | Rixton, Cashmere Cat     | 13,210 / 13,210    | $477,295         |
| Европа           |                  |                  |                                    |                          |                    |                  |
| 14.05.2015       | Париж            | Франция          | Зенит                              | Rixton                   | Нет данных         | Нет данных       |
| 15.05.2015       | Париж            | Франция          | Зенит                              | Rixton                   | Нет данных         | Нет данных       |
| 19.05.2015       | Берлин           | Германия         | Спорткомплекс имени Макса Шмелинга | Rixton                   | Нет данных         | Нет данных       |
| 21.05.2015       | Стокгольм        | Швеция           | Эрикссон-Глоб                      | Rixton                   | Нет данных         | Нет данных       |
| 22.05.2015       | Осло             | Норвегия         | Oslo Spektrum                      | Rixton                   | Нет данных         | Нет данных       |
| 25.05.2015       | Ассаго           | Италия           | Mediolanum Forum                   | Rixton                   | Нет данных         | Нет данных       |
| 28.05.2015       | Амстердам        | Нидерланды       | Ziggo Dome                         | Rixton                   | Нет данных         | Нет данных       |
| 29.05.2015       | Амстердам        | Нидерланды       | Ziggo Dome                         | Rixton                   | Нет данных         | Нет данных       |
| 01.06.2015       | Лондон           | Великобритания   | O2 Арена                           | Rixton                   | 13,549 / 13,841    | $762,868         |
| 04.06.2015       | Манчестер        | Великобритания   | Манчестер Арена                    | Rixton                   | 11,506 / 11,765    | $613,272         |
| 06.06.2015       | Лондон           | Великобритания   | Стадион Уэмбли                     | Rixton                   | Нет данных         | Нет данных       |
| 08.06.2015       | Глазго           | Шотландия        | SSE Hydro                          | Мелисса Стил, Кришейн    | 10,789 / 10,792    | $555,723         |
| 09.06.2015       | Бирмингем        | Великобритания   | Arena Birmingham                   | Мелисса Стил, Кришейн    | Нет данных         | Нет данных       |
| 12.06.2015       | Антверпен        | Бельгия          | Sportpaleis                        | Alvar & Millas           | 13,255 / 14,514    | $563,577         |
| 13.06.2015       | Кёльн            | Германия         | Ланксесс-Арена                     | Нет данных               | Нет данных         | Нет данных       |
| 16.06.2015       | Барселона        | Испания          | Палау Сант Жорди                   | Паула Рохо               | Нет данных         | Нет данных       |
| Северная Америка |                  |                  |                                    |                          |                    |                  |
| 28.06.2015       | Нью-Йорк         | США              | Pier 26                            | Нет данных               | Нет данных         | Нет данных       |
| 16.07.2015       | Тампа            | США              | Амали-арена                        | Принц Ройс               | 5,651 / 7,214      | $306,261         |
| 18.07.2015       | Санрайз          | США              | BB&T-центр                         | Принц Ройс               | Нет данных         | Нет данных       |
| 21.07.2015       | Шарлотт          | США              | Time Warner Cable Arena            | Принц Ройс               | Нет данных         | Нет данных       |
| 23.07.2015       | Луисвилл         | США              | KFC Yum! Center                    | Принц Ройс               | Нет данных         | Нет данных       |
| 25.07.2015       | Вашингтон        | США              | Кэпитал Уан-арена                  | Принц Ройс               | 7,996 / 10,361     | $515,683         |
| 26.07.2015       | Герши            | США              | Hersheypark Stadium                | Принц Ройс               | Нет данных         | Нет данных       |
| 29.07.2015       | Филадельфия      | США              | Wells Fargo Center                 | Принц Ройс               | Нет данных         | Нет данных       |
| 31.07.2015       | Олбани           | США              | Times Union Center                 | Принц Ройс               | Нет данных         | Нет данных       |
| 02.08.2015       | Анкасвилл        | США              | Mohegan Sun Arena                  | Принц Ройс               | 7,044 / 7,131      | $470,758         |
| 04.08.2015       | Манчестер        | США              | Verizon Wireless Arena             | Принц Ройс               | Нет данных         | Нет данных       |
| 06.08.2015       | Монреаль         | Канада           | Белл-центр                         | Принц Ройс               | 10,533 / 10,533    | $502,087         |
| 07.08.2015       | Оттава           | Канада           | Канейдиан Тайр-центр               | Принц Ройс               | Нет данных         | Нет данных       |
| 09.08.2015       | Торонто          | Канада           | Air Canada Centre                  | Принц Ройс               | 10,703 / 10,703    | $453,447         |
| Азия             |                  |                  |                                    |                          |                    |                  |
| 15.08.2015       | Тиба             | Япония           | Chiba Marine Stadium               | Нет данных               | Нет данных         | Нет данных       |
| 16.08.2015       | Осака            | Япония           | Maishima Sports Island             | Нет данных               | Нет данных         | Нет данных       |
| 19.08.2015       | Токио            | Япония           | Токийский международный форум      | Нет данных               | Нет данных         | Нет данных       |
| 23.08.2015       | Пасай            | Филиппины        | Mall of Asia Arena                 | Нет данных               | Нет данных         | Нет данных       |
| 26.08.2015       | Джакарта         | Индонезия        | Jakarta International Expo         | Нет данных               | Нет данных         | Нет данных       |
| Северная Америка |                  |                  |                                    |                          |                    |                  |
| 29.08.2015       | Лас-Вегас        | США              | Mandalay Bay Events Center         | Принц Ройс               | Нет данных         | Нет данных       |
| 31.08.2015       | Фресно           | США              | Save Mart Center                   | Принц Ройс               | 8,897 / 10,710     | $416,264         |
| 02.09.2015       | Бойсе            | США              | Taco Bell Arena                    | Принц Ройс               | Нет данных         | Нет данных       |
| 04.09.2015       | Портленд         | США              | Мода-центр                         | Принц Ройс               | Нет данных         | Нет данных       |
| 08.09.2015       | Маунтин-Вью      | США              | Shoreline Amphitheatre             | Принц Ройс               | Нет данных         | Нет данных       |
| 09.09.2015       | Чула-Виста       | США              | Sleep Train Amphitheatre           | Принц Ройс               | Нет данных         | Нет данных       |
| 10.09.2015       | Сакраменто       | США              | Слип-трейн-арена                   | Принц Ройс               | Нет данных         | Нет данных       |
| 11.09.2015       | Лос-Анджелес     | США              | Стейплс-центр                      | Принц Ройс               | 13,573 / 13,745    | $653,203         |
| 18.09.2015       | Хьюстон          | США              | Тойота-центр                       | Принц Ройс, Who Is Fancy | 9,939 / 10,124     | $557,714         |
| 20.09.2015       | Бирмингем        | США              | Legacy Arena                       | Принц Ройс, Who Is Fancy | Нет данных         | Нет данных       |
| 22.09.2015       | Нашвилл          | США              | Бриджстоун-арена                   | Принц Ройс, Who Is Fancy | 7,775 / 8,045      | $304,405         |
| 24.09.2015       | Роли             | США              | Пи-эн-си-арена                     | Принц Ройс, Who Is Fancy | Нет данных         | Нет данных       |
| 26.09.2015       | Бруклин          | США              | Барклайс-центр                     | Принц Ройс, Who Is Fancy | 21,510 / 21,510    | $1,127,406       |
| 27.09.2015       | Бруклин          | США              | Барклайс-центр                     | Принц Ройс, Who Is Fancy | 21,510 / 21,510    | $1,127,406       |
| 29.09.2015       | Гранд-Рапидс     | США              | Van Andel Arena                    | Принц Ройс, Who Is Fancy | 7,822 / 7,822      | $373,754         |
| 02.10.2015       | Чикаго           | США              | Юнайтед-центр                      | Принц Ройс, Who Is Fancy | Нет данных         | Нет данных       |
| 04.10.2015       | Сент-Луис        | США              | Энтерпрайз-центр                   | Принц Ройс, Who Is Fancy | Нет данных         | Нет данных       |
| 06.10.2015       | Уичито           | США              | Intrust Bank Arena                 | Принц Ройс, Who Is Fancy | 7,161 / 10,884     | $371,124         |
| 07.10.2015       | Талса            | США              | BOK Center                         | Принц Ройс, Who Is Fancy | Нет данных         | Нет данных       |
| 09.10.2015       | Новый Орлеан     | США              | Smoothie King Center               | Принц Ройс, Who Is Fancy | Нет данных         | Нет данных       |
| 11.10.2015       | Даллас           | США              | American Airlines Center           | Принц Ройс, Who Is Fancy | 8,945 / 9,653      | $377,291         |
| 13.10.2015       | Остин            | США              | Frank Erwin Center                 | Принц Ройс               | 7,179 / 8,632      | $351,128         |
| 15.10.2015       | Эль-Пасо         | США              | El Paso County Coliseum            | Принц Ройс               | Нет данных         | Нет данных       |
| 18.10.2015       | Мехико           | Мексика          | Palacio de los Deportes            | DJ Dubz                  | 16,109 / 16,349    | $1,074,116       |
| Южная Америка    |                  |                  |                                    |                          |                    |                  |
| 21.10.2015       | Сантьяго         | Чили             | Movistar Arena                     | Нет данных               | Нет данных         | Нет данных       |
| 23.10.2015       | Буэнос-Айрес     | Аргентина        | Complejo al Río                    | Olivia Viggiano          | Нет данных         | Нет данных       |
| 25.10.2015       | Сан-Паулу        | Бразилия         | Allianz Parque                     | Нет данных               | Нет данных         | Нет данных       |

| Дата       | Город      | Страна         | Место проведения       | Причина отмены шоу                                                    |
| ---------- | ---------- | -------------- | ---------------------- | --------------------------------------------------------------------- |
| 17.03.2015 | Фэрфакс    | США            | Patriot Center         | Выступление на RodeoHouston                                           |
| 03.04.2015 | Хьюстон    | США            | Тойота-центр           | Выступление на RodeoHouston                                           |
| 11.07.2015 | Цинциннати | США            | Paul Brown Stadium     | Удаление зубов мудрости, шоу было заменено на выступление Деми Ловато |
| 29.10.2015 | Сан-Хуан   | Пуэрто-Рико    | Coliseo de Puerto Rico | Досрочное завершение тура                                             |
| 03.12.2015 | Абу-Даби   | ОАЭ            | Du Arena               | Досрочное завершение тура                                             |
| 05.12.2015 | Лондон     | Великобритания | O2 Арена               | Досрочное завершение тура                                             |
| 08.12.2015 | Сайтама    | Япония         | Сайтама Супер Арена    | Досрочное завершение тура                                             |
| 09.12.2015 | Сайтама    | Япония         | Сайтама Супер Арена    | Досрочное завершение тура                                             |